# Elmauer Bach
Der Elmauer Bach ist ein Fließgewässer bei Elmau in Oberbayern. Der Elmauer Bach entsteht aus den Oberläufen Kaltenbach und Zwiesel. Der restliche recht kurze Lauf befindet sich in einem Taleinschnitt, in dem parallel etwas oberhalb der Schachenweg zum Schachenhaus verläuft. In der Nähe des Schlosses Elmau mündet der Bach in den Ferchenbach von links.